# Bukei Khan
Bukei Khan (Bukey, Buqei, Bokei, Bokey, Boqei) fou un kan kazakh fill de Nurali Khan.
El 1800 Aichuvak Khan va abandonar el territori de l'Horda i va deixar la presidència del consell (un òrgan que governava a l'Horda Petita Kazakh) a Bukey. Aquest va demanar al general Knorring, governador general de Geòrgia i Astracan, permís per instal·lar-se amb la seva gent al districte de Rin Peski, entre el riu Ural (Jaik) i el riu Volga, que els calmucs havien abandonat feia poc, i va demanar un centenar de cosacs per ajudar-lo a mantenir l'ordre. Knorring va consultar al govern i finalment un ukase imperial va autoritzar aquest establiment l'11 de març de 1801. La majoria dels seguidors de Bukey pertanyien a la tribu Baiulin, i els emigrants eren en total unes deu mil tendes (potser unes trenta mil persones, però altres fonts parlen només de cinc mil). El territori fou anomenat localment Horda de Bukey i pels russos Horda Interior, perquè estava a l'interior de territori rus. L'emigració fou beneficiosa i aviat els emigrants van esdevenir pròspers i el seu nombre es va incrementar (hauria pujat a 300.000 al cap de 8 anys), mentre els que havien restat més enllà del riu Ural havien arribat a un punt en què havien de vendre els seus fills als russos.
Bukei va rebre el títol de kan oficialment el 1812 i el 1815 va ser nomenat segon kan de l'Horda Mitjana Kazakh rebent el títol oficialment el 1816, deixant llavors la direcció de l'Horda Interior. Va morir el 1818. El seu germà Shigai Khan va governar fins a la seva mort el 1823 i llavors fou reconegut kan el fill gran de Bukey, Yahangir o Jangher Khan que va exercir el càrrec fins a la seva mort el 1845.